# Brombachtal und Brommersbachtal mit Nebenbach
Das Naturschutzgebiet Brombachtal und Brommersbachtal mit Nebenbach liegt im Gemeindegebiet Simmerath nordöstlich von Eicherscheid und Huppenbroich. Der Brombach sowie der Brommersbach münden westlich von Dedenborn in die Rur.

## Beschreibung

### Brommersbachtal
Die drei Quellbäche entspringen westlich von Eicherscheid und fließen von Buchenhecken gesäumt durch ein noch genutztes Weidegebiet. Der Hauptbach durchfließt ein Kerbtal mit naturnahem Hang- und Auwaldresten. Lokal stehen Schieferfelsen an. Die artenreiche Bachfauna weist auf eine gute Wasserqualität hin. Die Ufer sind gesäumt mit Erle, Esche, Ahorn und Hainbuche. Der nördliche Hang des Unterlaufes ist mit einem circa 150 Jahre alten Buchenbestand bewaldet.

### Brombach-Talaue mit Seitentälchen
Parallel zum Brommersbach fließt der Brombach. Er entspringt südlich von Huppenbroich und mündet nicht weit von der Brommesbachmündung in die Rur. Das Quellgebiet beginnt auch hier in flachen Muldentälern, die teilweise intensiv beweidet werden und von alten Buchenhecken gesäumt und unterteilt werden. Bachabwärts fließt der Brombach und sein Seitenbach durch ein tief eingeschnittenes Kerbtal. Die Bachfauna weist auf gute Wasserqualität hin. Die Ufer säumen durchgängig alte Erlen mit Auwaldskräutern, Milzkraut-Quellfluren, Pestwurz und Rohrglanzgrasbeständen. Im Gebiet liegen einige Teiche, einer ist ein kleiner Folienteich mit Flutschwadenröhricht als Amphibienlaichgewässer. Die unteren Hänge sind hainbuchenreiche Eichenniederwaldreste. Die Bäume sind reich mit epiphytischen Flechten bewachsen. Die Strauchschicht ist durch die Gegebenheiten spärlich, der Boden ist reich mit einer artenarmen Krautschicht überzogen.

## Schutzzweck
Geschützt werden sollen die Lebensräume für viele nach der Roten Liste gefährdete Pflanzen, Pilze und Tiere. Das Gebiet dient vorrangig der Erhaltung eines naturnahen Fließgewässerabschnitts als Lebensraum für bedrohte Pflanzen- und Tierarten und der Erhaltung und Entwicklung natürlicher Lebensräume gemäß Anhang I FFH-Richtlinie. Hier kommen z. B. Biber, Großes Mausohr, Teichfledermaus, Eisvogel, Braunkehlchen und Beinbrech vor. Diese Biotoptypen sind in diesem Gebiet anzutreffen: Quellen, Nass- und Feuchtgrünland, naturnahe, unverbaute Bachabschnitte, an der Oberfläche anstehende Felsen, Magerwiesen und Weiden sowie Auwälder.